# Rafael Guijosa
Rafael Guijosa Castillo, född 31 januari 1969 i Alcalá de Henares, är en spansk handbollstränare och tidigare handbollsspelare (vänstersexa). Han spelade 119 landskamper och gjorde 538 mål (4,52 mål/match) för Spaniens landslag. Han utsågs till Årets bästa handbollsspelare i världen 1999 av IHF.

## Klubbar

### Som spelare
- CD Iplacea (–1989)
- BM Guadalajara (1989–1993)
- Juventud Alcalá (1993–1995)
- FC Barcelona (1995–2002)

### Som tränare
- BM Alcobendas (2003–2009)
- BM Toledo (2011)
- Iran (2013–2014)
- CB Ademar León (2015–2019)
- Al-Arabi SC (2020–)

## Meriter i urval
- Årets bästa handbollsspelare i världen 1999
- 5× EHF Champions League-mästare (1996, 1997, 1998, 1999 och 2000)
- 5× spansk mästare (1996, 1997, 1998, 1999 och 2000)
- EM-silver 1996 och 1998
- OS-brons 1996 och 2000
- Bästa vänstersexa: VM 1999, OS 2000 und EM 2000